# Državna cesta D114
D114 je državna cesta u Hrvatskoj. Nalazi se na otoku Braču, a ukupna duljina ceste iznosi 18,8 km.
Cesta započinje u Milni, a završava iznad Supetra, gdje se spaja s državnom cestom D113. Između Milne i Supetra, cesta prolazi kroz mjesta Bobovišća, Sutivan i Mirca. Cesta prolazi kroz tunel Korito, jedini tunel na Braču, izgrađen 2020.

## Stara trasa ceste kroz Ložišća
Do otvaranja tunela Korito i Ložiške zaobilaznice 2020. cesta je prolazila i kroz Ložišća. Kroz uske ulice Ložišća nije bilo moguće napraviti cestu s dvije trake, pa se promet odvijao naizmjenično, uz česta zagušenja prometa, posebno kod prolaska autobusa.

## Vanjske poveznice
|  | Zajednički poslužitelj ima još gradiva o temi Državna cesta D114 |